# Edward Ames
Edward Scribner Ames (Eau Claire, Wisconsin, 21 april 1870 - Chicago 29 juni 1958) was een Amerikaans pragmatisch filosoof en theoloog.

## Leven en werk
Edward Ames werd geboren in Eau Claire, Wisconsin op 21 april 1870. Zijn vader bekleedde een belangrijke positie in de plaatselijke hiërarchie van het kerkgenootschap Disciples of Christ. Hij behaalde zijn Bachelor en Master  aan de Drake University in Des Moines, en studeerde daarna verder aan de Yale Divinity School, waar hij zijn Bachelor of Divinity in 1892 verkreeg, waarna hij nog twee jaar filosofie zou verder studeren. In het jaar 1894-1895 verkreeg hij ook zijn Ph.D aan de universiteit van Chicago, waar in die tijd personen als John Dewey en James Tufts doceerden.
Amers ging daarna les geven aan de Butler-universiteit, waar hij gedurende drie jaar zou blijven. In 1900 zou hij dan een baan accepteren aan de universiteit van Chicago, die hij zou uitoefenen tot aan zijn pensioen in 1936. Ames' interesse ging vooral uit naar de psychologie en de sociologie van de religie. Hij publiceerde verscheidene studies over de religieuze ervaring en religieuze waarden, en deed daarnaast ook studie naar de Disciples of Christ. Met zijn interesse naar de aard van religieuze ervaringen komt hij dicht in de buurt van het werk van een ander vooraanstaand pragmatist, William James en diens werken Will to believe, and Other Essays in Popular Philosophy (1897) en The Varieties of Religious Experience (1902). Hij werd sterk beïnvloed door het pragmatisme van Dewey en andere pragmatisten aan de universiteit van Chicago.
Zijn liberale en humanistische benaderingswijze van zowel theologie als de maatschappelijke posities die hij bekleedde, brachten hem herhaaldelijk in problemen met de meer conservatieve hoeken van de samenleving. Hij was daarnaast ook nog de voorzitter van de Hyde Park Christian Church in Chicago van 1900 tot 1940. Ames stierf uiteindelijk op 29 juni 1958.